# 安井算知 (俊哲)
安井 算知（俊哲）（やすい さんち（しゅんてつ）、文化7年（1810年） - 安政5年7月4日（1858年8月12日））は、江戸時代の囲碁棋士で、家元安井家の九世安井算知、七段上手。八世安井知得仙知の長男で、二世安井算知の名を継ぐ。天保四傑と呼ばれた一人で、無双の力碁とされる。息子は十世安井算英。

## 経歴
江戸両国薬研堀の安井家屋敷で生まれる。幼名は金之助、後に俊哲と名乗る。少年時代には、安井家が本所相生町の本因坊家屋敷に近かったため、姉の鉚（のちに二段）とともに腕を磨きに通った。文政8年(1825年)に16歳二段で跡目になり、御城碁に初出仕し服部因淑に三子で中押勝。若い頃は打つ買う飲むの道楽者だったが、父仙知は一言の小言も言わず、見苦しい負けをしたときだけ叱ったと言われる（『坐隠談叢』）。天保4年(1833年)六段昇段。天保8年(1837年)七段昇段するが、手合割は六段のままという名目的な昇段だった。天保9年(1838年)に父仙知が没し、家督を相続して九世安井算知となる。
御城碁では、七世安井仙知の喪に服した天保8年を除き、安政4年(1857年)まで皆勤し42局を勤め、これは本因坊烈元に次ぐ。安政5年(1858年)に弟子の海老沢健造（後の巌崎健造）とともに関西を遊歴し、7月に帰路の沼津で没する。子の算英が12歳で安井家を継いだ。
伊藤松和、安井算知、太田雄蔵、阪口仙得の四人で「天保四傑」とよばれた。

### 戦績
井上幻庵因碩とは先相先まで十数局を遺し、算知先では打ち分け。本因坊丈和とは、文政12年(1829年)御城碁で二子で敗れ、父に叱責されたと言う。天保4年の先二の先番では、4日をかけて1目勝ち。
10歳年少の本因坊秀和とは親しい間柄で、130局あまりが遺されている。天保7年(1836年)に秀和先が初手合。その後秀和の成長により、天保8年には秀和先相先だったが、翌年1月に互先、6月には算知先相先、10年には先二にまで打込まれ、14年には互先に戻す。その後は算知先相先と先を往復した。ただし御城碁での対秀和戦では、黒番で5勝、白番で1勝3敗としている。両者間の対局では、秀和の星打ち、算知の三々や天元打ちなども試みられている。
天保10年(1839年)の伊藤松和(勝)との対局は、405手の長手順で知られる。
御城碁成績
- 1825年（文政8年）三子中押勝 服部因淑
- 1826年（文政9年）二子9目勝 林元美
- 1827年（文政10年）先番6目勝 林柏悦
- 1828年（文政11年）二子中押勝 服部因淑
- 1829年（文政12年）二子1目負 本因坊丈和
- 1830年（天保元年）二子中押勝 井上幻庵因碩
- 1831年（天保2年）先番ジゴ 服部因淑
- 1832年（天保3年）白番11目負 服部雄節
- 1833年（天保4年）白番中押勝 林柏栄門入
- 1834年（天保5年）先番中押勝 林元美
- 1835年（天保6年）先番ジゴ 井上幻庵因碩
- 1836年（天保7年）先番1目勝 服部雄節
- 1838年（天保9年）白番5目勝 林柏栄
- 1839年（天保10年）先番3目負 本因坊丈策
- 1840年（天保11年）白番中押負 林柏栄
- 1841年（天保12年）先番3目勝 本因坊秀和
- 同年 白番1目勝 阪口仙得
- 1842年（天保13年）先番1目勝 井上幻庵因碩
- 同年 先番中押勝 本因坊丈策
- 1843年（天保14年）白番4目負 本因坊秀和
- 1844年（弘化元年）先番1目勝 本因坊秀和
- 同年 先番4目勝 阪口仙得
- 1845年（弘化2年）先番6目負 林柏栄
- 同年 白番中押勝 本因坊秀和
- 1846年（弘化3年）白番3目負 井上秀徹
- 同年 白番7目勝 本因坊丈策
- 1847年（弘化4年）先番7目勝 本因坊秀和
- 1848年（嘉永元年）白番7目負 本因坊秀和
- 同年 白番2目勝 井上節山因碩
- 1848年（嘉永2年）白番11目負 本因坊秀策
- 同年 白番3目負 伊藤松和
- 1849年（嘉永3年）先番9目勝 伊藤松和
- 同年 先番5目勝 本因坊秀和
- 1850年（嘉永4年）先番3目勝 本因坊秀和
- 同年 白番中押負 本因坊秀策
- 1851年（嘉永5年）先番中押勝 林柏悦門入
- 同年 白番7目負 本因坊秀和
- 1851年（嘉永6年）白番5目負 井上松本因碩
- 同年 先番1目負 本因坊秀策
- 1852年（安政元年）白番4目負 伊藤松和
- 1854年（安政3年）白番10目負 林有美
- 1855年（安政4年）白番中押負 本因坊秀策

### 門下、その他
算知門下では、巌崎健造、鬼塚源治、奈良林倉吉、中村正平が当時安井門四天王と呼ばれ、他に田原恒三郎、中松松齋、石原常三郎、島村栄太郎らの五段がいた。健造は明治期にも活躍し、方円社3代目社長も務める。健造が算英十歳頃に碁を見てやっていて、あまりに稚拙な手を打つので手を上げたことがあり、算英は泣いて母親に訴えたが、算知は健造の話を聞いて、今後も遠慮なく殴ってくれ、算英の兄とも師ともなってくれと褒めたと言う。
安井家の一世安井算哲、二世安井算知、三世安井知哲の墓所は京都寂光寺にあったが、宝永5年(1708年)に火災で失われた。算知はこれを、嘉永5年(1852年)に江戸深川浄心寺に改葬した。

## 著作
- 『佳致精局』青黎閣 嘉永元年(1848年) （算知の打碁集）
- 『囲碁捷径』青黎閣 嘉永元年(1848年) （置碁、互先の定石集）